# Abierto Mexicano Telcel 2021
Abierto Mexicano Telcel 2021 presentado por HSBC byl tenisový turnaj hraný jako součást mužského okruhu ATP Tour v areálu Mundo Imperial Acapulco Princess na dvorcích s tvrdým povrchem. Probíhal mezi 15. až 20. březnem 2021 v mexickém Acapulcu jako dvacátý osmý ročník mužské části turnaje. Ženská polovina byla kvůli pandemii covidu-19 zrušena.
Turnaj se řadil do kategorie ATP Tour 500 a jeho dotace činila 1 204 960 amerických dolarů. Nejvýše nasazeným v singlové soutěži se stal pátý tenista světa Stefanos Tsitsipas z Řecka. Jako poslední přímý účastník do dvouhry nastoupil 77. hráč žebříčku, Američan Steve Johnson.
Čtrnáctý singlový titul na okruhu ATP Tour vyhrál Němec Alexander Zverev. Třetí společnou trofej ze čtyřhry vybojovali britští bratři Ken a Neal Skupští.

## Rozdělení bodů a finančních odměn

### Rozdělení bodů
| Soutěž       | vítězové | finalisté | semifinalisté | čtvrtfinalisté | 16 v kole | 32 v kole | Q  | Q3 | Q2 | Q1 |
| ------------ | -------- | --------- | ------------- | -------------- | --------- | --------- | -- | -- | -- | -- |
| dvouhra mužů | 500      | 300       | 180           | 90             | 45        | 0         | 20 | 10 | 4  | 0  |
| čtyřhra mužů | 500      | 300       | 180           | 90             | —         | —         | 45 | —  | 25 | 0  |

### Finanční odměny
| Soutěž                              | vítězové | finalisté | semifinalisté | čtvrtfinalisté | 16 v kole | 32 v kole | Q3      | Q2      | Q1      |
| ----------------------------------- | -------- | --------- | ------------- | -------------- | --------- | --------- | ------- | ------- | ------- |
| dvouhra mužů                        | 88 940 $ | 65 760 $  | 46 830 $      | 31 880 $       | 19 925 $  | 11 460 $  | 7 900 $ | 5 280 $ | 2 790 $ |
| čtyřhra mužů                        | 31 440 $ | 23 660 $  | 17 030 $      | 11 200 $       | 7 060 $   | —         | —       | —       | —       |
| částka ve čtyřhře je uvedena na pár |          |           |               |                |           |           |         |         |         |

## Dvouhra mužů

### Nasazení
| Stát                          | Hráč                  | ATP | Nasazení |
| ----------------------------- | --------------------- | --- | -------- |
| Řecko                         | Stefanos Tsitsipas    | 5.  | 1.       |
| Německo                       | Alexander Zverev      | 7.  | 2.       |
| Argentina                     | Diego Schwartzman     | 9.  | 3.       |
| Kanada                        | Milos Raonic          | 15. | 4.       |
| Bulharsko                     | Grigor Dimitrov       | 17. | 5.       |
| Itálie                        | Fabio Fognini         | 18. | 6.       |
| Kanada                        | Félix Auger-Aliassime | 19  | 7..      |
| Norsko                        | Casper Ruud           | 25. | 8.       |
| Žebříček ATP k 8. březnu 2021 |                       |     |          |

### Jiné formy účasti
Následující hráčí obdrželi divokou kartu do hlavní soutěže:
- Carlos Alcaraz
- Sebastian Korda
- Gerardo López Villaseñor

Následující hráč měl nastoupit do hlavní soutěže pod žebříčkovou ochranou:
- Kevin Anderson

Následující hráč obdržel do hlavní soutěže zvláštní výjimku:
- Daniel Elahi Galán

Následující hráči postoupili z kvalifikace:
- Tallon Griekspoor
- Stefan Kozlov
- Brandon Nakashima
- Lorenzo Musetti

Následující hráč postoupil z kvalifikace jako tzv. šťastný poražený:
- Denis Kudla

### Odhlášení
před zahájením turnaje
- Kevin Anderson → nahradil jej  Denis Kudla
- Pablo Andújar → nahradil jej  Steve Johnson
- Cristian Garín → nahradil jej  Salvatore Caruso
- Guido Pella → nahradil jej  Cameron Norrie
- Sam Querrey → nahradil jej  Feliciano López

### Skrečování
- Adrian Mannarino

## Mužská čtyřhra

### Nasazení
| Stát                                                                                   | Hráč                  | Stát               | Hráč             | ATP | Nasazení |
| -------------------------------------------------------------------------------------- | --------------------- | ------------------ | ---------------- | --- | -------- |
| Španělsko                                                                              | Marcel Granollers     | Argentina          | Horacio Zeballos | 18. | 1.       |
| Spojené království                                                                     | Jamie Murray          | Brazílie           | Bruno Soares     | 25. | 2.       |
| Francie                                                                                | Pierre-Hugues Herbert | Francie            | Nicolas Mahut    | 30. | 3.       |
| USA                                                                                    | Rajeev Ram            | Spojené království | Joe Salisbury    | 32. | 4.       |
| Žebříček ATP k 8. březnu 2021; číslo je součtem žebříčkového postavení obou členů páru |                       |                    |                  |     |          |

### Jiné formy účasti
Následující páry obdržely divokou kartu do hlavní soutěže:
- Marcelo Demoliner /  Santiago González
- Alexander Zverev /  Mischa Zverev

Následující pár postoupil z kvalifikace:
- Luke Saville /  John-Patrick Smith

Následující pár postoupil z kvalifikace jako tzv. šťastný poražený:
- Dominik Koepfer /  Artem Sitak

## Přehled finále

### Mužská dvouhra
- Alexander Zverev vs.  Stefanos Tsitsipas, 6–4, 7–6(7–3)

### Mužská čtyřhra
- Ken Skupski /  Neal Skupski vs.  Marcel Granollers /  Horacio Zeballos, 7–6(7–3), 6–4